# 火枪乌贼
火枪乌贼（学名：Loligo beka）为枪乌贼科枪乌贼属的动物，俗名海兔子、水兔、鱿仔、鬼拱。分布于日本群岛南部海域，包括渤海、黄海、东海、南海等海域，生活环境为海水，主要栖息于沿岸。该物种的模式产地在日本濑户内海儿岛湾。